# Žatčany
Žatčany (en allemand : Satschans) est une commune du district de Brno-Campagne, dans la région de Moravie-du-Sud, en République tchèque. Sa population s'élevait à 904 habitants en 2020.

## Géographie
Žatčany se trouve à 3 km au sud-ouest d'Újezd u Brna, à 16 km au sud-est de Brno et à 199 km au sud-est de Prague.
La commune est limitée par Telnice au nord-ouest, par Újezd u Brna au nord-est et à l'est, par Těšany au sud-est, par Nesvačilka et Moutnice au sud, et par Měnín à l'ouest.

## Histoire
La première mention écrite de la localité date de 1131.